# 傑·歐賓謀殺案
傑·歐賓謀殺案大約於2004年9月8日左右發生在亞利桑那州鳳凰城，這一天剛好是死者傑·歐賓的45歲生日。傑·歐賓在死前是珠寶交易商。在2004年9月期間他出差到佛罗里达州，然後返回位於鳳凰城的家。基於他本人的移动电话訊號，以及信用卡使用記錄，警方相信他在9月8日當天已到達並返回家裡。自此以後，再也沒有人見過他本人。
歷經持續八個月的审判，他的妻子瑪喬莉·安·歐賓於2009年坦承犯下殺夫案。瑪喬莉，47歲，曾經是一名拉斯维加斯的歌舞女郎。根據警方記錄資料，她與幾名男性有發生婚外情。調查人員相信，當傑·歐賓返家時，瑪喬莉當場在車庫裡槍斃他，並且用鋸子肢解他的屍體，此舉是要試圖隱藏與其他男性的婚外情，以及為了繼承傑·歐賓的財產。案發之後，過了幾個星期，傑·歐賓的屍體才被找到，10月23日在他家附近幾英里外的垃圾桶內找到他的軀幹，被大型塑膠袋包裝。還有其他部分的屍塊至今還未被找到。
亞利桑那州法院於2009年10月1日判處瑪喬莉·安·歐賓無期徒刑。

## 媒體文化
瑪喬莉·歐賓的殺夫案已經搬到大螢幕上，例如描述女性殺人案件的電視影集《致命女人》，哥倫比亞廣播公司的新聞雜誌《48小時》深度報導，還有Discovery特偵組《桃色殺機》。有一本描寫關於本案的書已經發行出版，名為《與死神共舞》，作者是夏娜·霍根。

## 外部連結
- 瑪喬莉·歐賓的囚犯個人資料 - 亞利桑那州政府的矯正部門 Archive.today的存檔，存档日期2012-12-13